# Пляс, Шарль-Филипп
Шарль-Филипп Пляс (фр. Charles-Philippe Place; 14 февраля 1814, Париж, Первая империя — 5 марта 1893, Ренн, Франция) — французский кардинал. Епископ Марселя с 22 июня 1866 по 15 июля 1878. Архиепископ Ренна с 15 июля 1878 по 5 марта 1893. Кардинал-священник с 7 июня 1886, с титулом церкви Санта-Мария-Нуова с 17 марта 1887.